# トム・ミッチェル
トム・ミッチェル（Tom Mitchell、1989年7月22日 - ）は、イングランドのラグビー選手。

## プロフィール
- イングランド・クックフィールド出身[1]。
- ポジションはスタンドオフ(SO)。
- 身長 177cm、体重 85kg
- 7人制イングランド代表に選ばれたことがある[2]。

## 略歴
2016年、リオ五輪の7人制イギリス代表の主将を務め銀メダル獲得。